# دریا صفایی
دریا صفایی (۱۸ فروردین ۱۳۵۴) فعال حقوق بشر، فعال حقوق زنان و عضو پارلمان بلژیک از حزب دست راستی «اِن. اِف. آ» (N-VA) است. صفایی تا کنون در کشورهای مختلفی نسبت به منع ورود زنان به استادیوم‌های ورزشی در ایران اعتراض کرده‌است. صفایی به سبب همین اعتراضات، به یک چهرهٔ سرشناس بین‌المللی هم در میان ایرانیان و هم غیرِ ایرانیان تبدیل شده‌است.
او همچنین همسر فعال سیاسی ایرانی و از مخالفان جمهوری اسلامی، سعید بشیرتاش است.
وی از مخالفان سپاه پاسداران و حامی تروریست خطاب دادن آنان است.

## اعتراضات دانشجویی، دستگیری و پناهندگی
صفایی در جریان اعتراضات دانشجویی در اواخر دهه ۱۳۷۰، دانشجوی دندان‌پزشکی در تهران بود. شوهرش، که او هم دندان‌پزشک بود، از سازمان‌دهندگان عمدهٔ این اعتراضات دانشجویی بود. با سرکوب اعتراضات توسط دولت صفایی دستگیر و در انفرادی زندانی شد و همسرش سعید بشیرتاش به ترکیه گریخت. صفایی که منتظر محاکمه‌اش بود به‌صورت موقت آزاد شد. صفایی که حکم زندان در انتظارش بود، به ترکیه و به شهر مرزی وان گریخت تا به همسرش بپیوندد. همسر او توسط پلیس ترکیه دستگیر و زندانی شد. صفایی با ابوالحسن بنی‌صدر، رئیس‌جمهور پیشین ایران که در پاریس اقامت داشت، تماس گرفت و از او درخواست کرد تا بلژیک آن‌ها را به‌عنوان پناهنده بپذیرد. با قبول این پیشنهاد از سوی مقامات بلژیکی، آن‌ها در ۲۸ ژوئن ۲۰۰۰ به بلژیک رسیدند. پس از دریافت کردن مدرک دندان‌پزشکیِ بلژیک، صفایی و همسرش سعید بشیرتاش کلینیک دندان‌پزشکی در بروکسل و آنتورپ دارند. صفایی در مصاحبه‌ای از زندگی در بلژیک اظهار خرسندی کرده و اظهار داشته که «نمی‌توانم فراموش کنم که زندگی در ایران چقدر سخت است».

## کمپین
او فعالیت‌های خود را در جریان مسابقات والیبال قهرمانی جهان آغاز کرد که تیم ملی ایران نیز یکی از تیم‌های شرکت‌کننده در این مسابقات بود. این فعالیت‌ها خیلی زود باعث شدند تا او و مسئلهٔ منع ورود زنان به استادیوم‌های ورزشی در ایران، به موضوع مورد بحث رسانه های جهانی تبدیل شود. او در بسیاری از مسابقات تیم ملی ایران، از شعار «بگذارید زنان ایرانی وارد ورزشگاه‌ها شوند» استفاده کرده‌است. شهرهای کراکوف و لدز لهستان، فلورانس ایتالیا از جمله شهرهایی هستند که صفایی در آن‌ها به فعالیت علیه منبع ورود زنان به استادیوم در ایران پرداخته‌است. وی در جریان بازی والیبال میان ایران و مصر المپیک ریو هم پلاکارد خود را نمایش داد.
او به‌همراه نازنین افشین‌جم فعال حقوق‌بشر، مصطفی عرب، کاپیتان پیشین تیم ملی فوتبال ایران و محمد بیاتی، بازیکن و مربی پیشین تیم ملی فوتبال ایران، به فیفا نیز در رابطه با منبع ورود زنان به استادیوم‌های ایران، نامه نوشته‌است.
صفایی پس از صعود تیم ملی والیبال ایران به دور نهایی لیگ جهانی والیبال، با رؤسای فدراسیون‌های والیبال اروپایی تماس گرفته و درخواست فشار بر جمهوری اسلامی را برای ورود زنان به ورزشگاه‌ها مطرح کرده بود. به گفتهٔ دویچه‌وله «در تصمیم رئیس فدراسیون والیبال برای میزبانی ایران در مسابقات والیبال قهرمانی باشگاه‌های آسیا در سال ۲۰۱۵ تأثیری جدی داشت». دلیل اصلی لغو این مسابقات، بازداشت غنچه قوامی بود. در پی این تصمیم فدراسیون، تایوان کشور میزبان این مسابقات شد.
از دیگر اقدامات صفایی در جریان دیدار تیم‌های فوتبال ایران و سوئد برنامه‌ریزی برای پخش دوهزار تی‌شرت بود که بر روی آن‌ها متنی در اعتراض به ممنوعیت ورود زنان به استادیوم‌های ورزشی در ایران نوشته شده بود.

## نمایندگی پارلمان
دریا صفایی که به عنوان نامزد حزب راستگرای «اِن‌.اِف.آ» و از استان برابانت فلاندر در انتخابات شرکت کرده بود، به پارلمان بلژیک راه یافت.